# コバタン
コバタン (Cacatua sulphurea) は、鳥綱インコ目オウム科オウム属に分類される鳥類。別名コハクインコ。

## 分布
インドネシア（スラウェシ島およびその周辺の島嶼、小スンダ列島）、東ティモール。ロンボク島では絶滅。香港に移入・定着。
オウム属内では、最も西に分布する。

## 形態
全長33センチメートル。尾羽は短い。頭部に前方へ湾曲した羽毛（冠羽）が生える。全身は白いが、耳孔を被う羽毛（耳羽）や冠羽・翼と尾羽下面の羽毛は黄色。
嘴の色彩は黒い。眼の周囲には、青い皮膚が裸出する。
雛は全身が黄色い綿羽で被われる。オスの虹彩は黒いが、メスの虹彩は赤褐色。

## 分類
以下の亜種の分類・分布は、IOC World Bird List(v10.2)に従う。和名は吉安(2000)に従う。
Cacatua sulphurea sulphurea (Gmelin, 1788) コバタン
スラウェシ島および周辺の島嶼
Cacatua sulphurea abotti (Oberholser, 1917) マメコバタン
大マサレンブ島
Cacatua sulphurea citrinocristata (Fraser, 1844) コキサカオウム
スンバ島
Cacatua sulphurea parvula (Bonaparte, 1850) コガタコバタン
スンバワ島からティモール島にかけて

## 生態
主に標高800メートル以下（1,200メートルでみられたこともあった）の林縁や農耕地などに生息する。ペアや主に10羽以下の小規模な群れを形成して生活するが、果実のなった樹木に採食のために多数の個体が集まることもある。
果実、液果、種子、花などを食べる。主に樹上で採食を行う。
繁殖様式は卵生。樹洞に木の屑などを敷いた巣を作り、2 - 3個の卵を産む。雌雄共に抱卵し、飼育下での抱卵期間は27日。雛は孵化してから約10週間で巣立つ。

## 人間との関係
カポックやココヤシ・トウモロコシなどを食害する害鳥とみなされることもある。
1940年代までは生息地ではよく見かけられていた。ペット用の乱獲、森林伐採や農地開発による生息地の破壊、害鳥としての駆除などにより生息数は激減している。生息数が少なくなったことでコモドオオトカゲの幼獣による雛の捕食や、営巣場所となる樹洞をめぐってフクロウ類やオウム類との競合による影響も懸念されている。1984年には7,884羽が合法的に輸出され、1980 - 1992年の12年間で輸出記録から約100,000羽が輸出されたと考えられている。1981年にインコ目単位でワシントン条約附属書IIに掲載され、2005年にワシントン条約附属書Iに掲載されている。1992年にインドネシアでの本種の売買は禁止されている。

## 画像

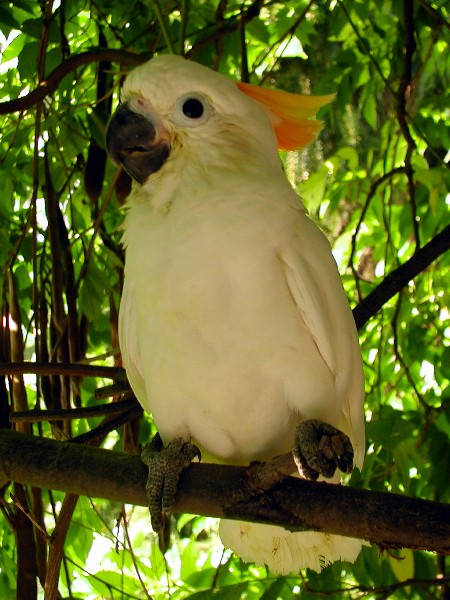
亜種コキサカオウム C. s. citrinocristata